# Knivsbjerg
 Der er for få eller ingen kildehenvisninger i denne artikel, hvilket er et problem. Du kan hjælpe ved at angive troværdige kilder til de påstande, som fremføres i artiklen.

Knivsbjerg er et 97 meter højt bakkedrag ved Sekundærrute 170, 1 km nord for Genner i det østlige Sønderjylland. Det er Nordslesvigs højeste punkt.
Knivsbjerg er samlingssted for Det tyske mindretal i Nordslesvig. Hele området tilhører fra 1970 Jugendhof Knivsbjerg.
I 1930'erne samledes medlemmer af Hitler Jugend på Knivsbjerg. I 1962 blev en æreslund (fra 2012 mindelund) anlagt for 665 faldne fra det tyske mindretal, der frivilligt deltog i verdenskrigene. 
Fra de tysksindedes side foreslog man, at bakken skulle hedde Wilhemshöhe, men det slog aldrig an.
Knivsbjerg ligger i Aabenraa Kommune (Region Syddanmark). Indtil kommunalreformen i 2007 lå det i Rødekro Kommune (Sønderjyllands Amt), indtil Kommunalreformen i 1970 lå det i Sønder Rangstrup Herred (Åbenrå Amt).

## Bismarck-tårnet
Bismarck-tårnet blev bygget mellem 1895 og 1901 under det datidige tyske herredømme. Med sin højde på 45 meter blev det et af de største monumenter i det daværende tyske rige.
Tårnet blev rejst af foreningen Den Tyske Forening For Det Nordlige Slesvig og Knivsberggesellschaft, der på initiativ af pastor Jessen i Sønder Vilstrup havde erhvervet Knivsbjerg i 1893 for at afholde årlige folkefester for Nordslesvigs tyske befolkning. Den første var indvielsen af pladsen 15. juli 1894. 
I betingelserne for arkitektkonkurrencen om tårnet stod der, at det skulle være et "nationalt monument over generhvervelsen af den tyske Nordmark" og at der af hensyn til folkefesterne skulle være platform til talere og plads til et 80-mands orkester..
I tårnets niche stod en 7 meter høj bronzestatue af Bismarck. Over statuen stod der i et bånd rundt om tårnet årstallet 1864 og Bismarck-citatet "WIR DEUTSCHE FÜRCHTEN GOTT, SONST NICHTS AUF DER WELT" (Vi tyskere frygter Gud, ellers intet i Verden). Under statuen fandtes den tyske rigsørn og Slesvig-Holstens våbenskjold samt det slesvig-holstenske slagord Up ewig ungedeelt. 
Hele anlægget kom til at koste 170.000 Mark. De fleste af disse penge, blev betalt af redder, Michael Jebsen (1835-1899). Den resterende del af pengene blev indbetalt rundt omkring i provinsen. Monumentet på Knivsbjerg er det næst største af samtlige Bismarck-monumenter i Tyskland.
Den sidste forsamling fandt sted på Knivsbjerg den 11. maj 1919, inden Sønderjyllands afståelse til Danmark. Den 4. juli blev Bismarck-statuen afmonteret for at fragtes til Rendsburg. Man blev nødt til at save hovedet af, for at der kunne være plads. Statuen blev den 30. august 1930 transporteret sydpå og opstillet på Askbjerget i Hytten Bjerge nord for Rendsburg.
For mange dansksindede var Bismarck-tårnet en provokation. Danske modstandsfolk sprængte tårnet i luften i 16. august 1945 lige efter 2. verdenskrig. 
Tårnet blev ikke genopført, men blev dækket med jord. Tilbage står kun en mindemur med en nøgtern indskrift om sprængningen.  
Monumentets Bismarck-statue blev genfundet i en lade og opstillet på Askbjerget i Hytten Bjerge i Sydslesvig.
Knivsbjerg-festerne blev genoptaget i juni 1947.
- Udsigt over bakkens top
- Mindemuren
- Udsigt i retning af Genner Bugt
- Michael-Jebsen-Haus
- Shelterplads

## Andre tyske mindesmærker
Düppel Denkmal og Arnkil Denkmal. 